# بونغاني ندولولا
بونغاني ندولولا (بالإنجليزية: Bongani Ndulula)‏ (مواليد 29 نوفمبر 1989) هو لاعب كرة قدم جنوب أفريقي يلعب حاليًا لصالح نادي أمازولو.

## مسيرته الكروية
لعب بونغاني ندولولا خلال مسيرته الاحترافية مع 5 أندية في تسعة مواسم وسجل خلالها 18 هدفًا ضمن 88 مباراة. حيث فاز في موسم واحد بالكأس وفي موسمين بالدوري.
خاض بونغاني ندولولا مسيرته مع نادي بلومفونتين سيلتيك في موسم 2009–10 لمدة موسم واحد، مشاركًا في 4 مباريات سجل خلالها هدفًا واحدًا. ثم انتقل إلى نادي أورلاندو بيراتس في موسم 2010–11 واستمر معه طيلة ثلاثة مواسم، حيث شارك في 20 مباراة سجل خلالها 4 أهداف. لينتقل بعدها إلى نادي أمازولو في موسم 2012–13 واستمر معه طيلة ثلاثة مواسم، مشاركًا في 60 مباراة سجل خلالها 13 هدفًا. ثم انتقل إلى نادي كايزر تشيفز في موسم 2015–16 لمدة موسم واحد، مشاركًا في 4 مباريات ولم يسجل أي هدف. هذا وانتقل لاحقًا إلى Chippa United F.C. ‏ في موسم 2016–17 لمدة موسم واحد، لم يشارك في أي مباراة ولم يسجل أي هدف أيضًا.

## الأهداف الدولية
| # | التاريخ        | الملعب                                     | المنافس | الهدف | النتيجة | البطولة                         |
| - | -------------- | ------------------------------------------ | ------- | ----- | ------- | ------------------------------- |
| 1 | 5 سبتمبر 2014  | استاد المريخ، أم درمان، السودان            | السودان | 3–0   | 3–0     | تصفيات كأس الأمم الأفريقية 2015 |
| 2 | 11 أكتوبر 2014 | الملعب الوطني، بوينت نوير، جمهورية الكونغو | الكونغو | 1–0   | 2–0     | تصفيات كأس الأمم الأفريقية 2015 |

## روابط خارجية
- بونغاني ندولولا على موقع قاعدة بيانات كرة القدم.إي يو (الإنجليزية)
- بونغاني ندولولا على موقع ناشيونال فوتبول تيمز (الإنجليزية)
- بونغاني ندولولا على موقع Soccerway.com (الإنجليزية)

- صفحة اللاعب على Soccer Betting News نسخة محفوظة 18 يناير 2015 على موقع واي باك مشين.